# 東邦大学薬学部薬用植物園
東邦大学薬学部薬用植物園（とうほうだいがくやくがくぶやくようしょくぶつえん）は、東邦大学薬学部が管理運営する薬用植物園である。

## 概要
1927年、本学の前身となる帝国女子医学薬学専門学校の設立と同時期に、東京都大田区大森に開設。1967年に習志野キャンパス（所在地は船橋市）のある当地に移転した。日本薬局方に収録された植物を中心とした「薬用植物見本園」、広義に『人の生活に役立つ植物』と捉えた「ハーブ園」、「薬木園」および八千代市の薬草園で構成された。総敷地面積28000m2、保有植物数は約167科1250種。そのうち八千代薬草園は、2019年2月7日に閉園となった。特筆される保有植物には、トビカズラがある。